# Hiệp hội Công trình Đức

Quảng cáo của triển lãm Werkbund năm 1914 tại Coln

Hiệp hội Công trình Đức (Deutscher Werkbund) là một tổ chức của các kiến trúc sư, các chủ công nghiệp và các nhà thiết kế hoạt động từ năm 1907 đến năm 1934 và sau năm 1950. Trong số những người thành lập có Hermann Muthesius, Peter Behrens, Heinrich Tessenow, Fritz Schumacher và Theodor Fischer (chủ tịch đầu tiên của Werkbund).

## Lịch sử và hoạt động cho đến năm 1919
Vào mùa xuân năm 1907, Muthesius, khi đó đang làm việc tại Bộ thương mại Phổ, trong bài giảng của mình tại Đại học Thương mại (Handelshochschule) ở Berlin đã mạnh mẽ lên án khuynh hướng triết trung của các sản phẩm thiết kế đồ gia dụng, thủ công đương thời. Theo Muthesius, khuynh hướng đương thời là sự sao chép lừa dối công chúng. Ông cổ vũ nhiệt tình cho sự ra đời một đường hướng mới, điển hình là sự đơn giản, trong sáng của thiết kế đã xuất hiện và gây được thành công triển lãm Dresden. Chính với bài phát biểu này đã gây ra những cuộc tranh cãi với một số các nhà sản xuất dẫn đến việc buộc Muthesius phải từ nhiệm. Sau đó, trong các cuộc tranh cãi của thành viên của Nghiệp đoàn nghệ thuật và thủ công (Interessenverband des Kunstgewerbes) đã dấn đến việc thành lập Deutscher Werkbund.
Trong tuyên bố ra đời của Deutscher Werbund, mục đích của tổ chức là "tăng giá trị của các mặt hàng thương mại thông qua sự hợp tác của các ngành nghệ thuật, công nghiệp và người thợ thủ công, bằng việc giáo dục, tuyên truyền cũng như thống nhất quan điểm trên những vấn đề có liên quan". Lần lượt sau đó, Werkbund tổ chức các buổi hội thảo, các kỷ yếu hàng năm với những chủ đề khác nhau. Trong số đó đáng chú ý có một số bài viết của Muthesius năm 1912, giới thiệu kiến trúc công nghiệp Mỹ của Walter Gropius năm 1913, tham luận của Peter Behrens về không gian, thời gian, và hình dạng của thiết kế hiện đại năm 1914. Số thành viên của hiệp hội tăng lên nhanh chóng từ 491 người năm 1908 đến 1972 người năm 1915. Trong số đó có Henry Van de Velde, August Endell, Hermann Obrist, và Bruno Taut. Tuy nhiên với thất bại của nước Đức trong Chiến tranh thế giới thứ nhất và chịu ảnh hưởng nặng nề của Hòa ước Versailles đã dẫn đến sự sụp đổ của các tư tưởng quốc gia, thủ cựu trong chính trị, tất cả những điều đó đã ảnh hưởng lên phong trào cải cách của Werkbund. Nếu như ở diễn văn của Peter Bruckmann, chủ tịch đầu tiên của Werkbund là một sự thừa hưởng chủ nghĩa quốc gia thì tại hội nghị ở Stuttgart tháng 9 năm 1919, chủ tịch thứ hai là kiến trúc sư Hans Poelzig đã bày tỏ sự ủng hộ nghệ thuật thủ công và phản đối công nghiệp hóa.

## Công năng và chủ nghĩa biểu hiện mới
Tuy nhiên, từ năm 1920 đến 1923, do ảnh hưởng của lạm phát kinh tế, các ấn phẩm của Werkbund dần dần xuất bản rời rạc. Werkbund đi theo tham vọng của những người theo Chủ nghĩa Biểu hiện (Expressionist) về sự hồi sinh, thông qua nghệ thuật thủ công. Ở đây, các quan điểm của Werkbund thực tế đã đi lùi lại so với chính những gì mà họ đề xướng. Tình trạng này chấm dứt năm 1923 trong hội nghị thường niên tổ chức tại Weimar với bài tham luận của Gropius về sự hợp nhất cân bằng giữa kỹ thuật và nghệ thuật.